# Micragone junodi
Micragone junodi är en fjärilsart som beskrevs av Charles Oberthür 1910. Micragone junodi ingår i släktet Micragone och familjen påfågelsspinnare. Inga underarter finns listade i Catalogue of Life.